# Daniela Grau i Humbert
Daniela Grau i Humbert (Elna, 1948) és una militant associativa, social i política nord-catalana, professora d'alemany i de català jubilada.

## Biografia
Va néixer a Elna en una família catalana on no s'havia parlat mai francès fins després de la Segona Guerra Mundial, quan van entrar mullers forasteres a la família. És filla de Gilbert Grau i Salvat i de Reina Grau i Humbert. Els avantpassats Grau ja s'estaven a Elna fa segles, i els Salvat provenen de la Garrotxa, on se'n troben rastres a partir del segle xiii.
El seu pare, en Gilbert Grau, un precursor de la lluita per a obtenir un estat independent internacionalment reconegut, era un nacionalista català i federalista europeu: defensava a principi dels anys 1970 amb el Partit Federalista Europeu de Catalunya el projecte d'uns Països Catalans independents dins del marc d'una Europa federal i denunciava el colonialisme francès. Va transmetre a la seva muller i a les filles la voluntat de defensar el país i de recuperar l'ús del català i de parlar-lo a les noves generacions.
Després del liceu, Daniela Grau va estudiar a la Universitat de Montpeller i a la de Heidelberg. A Alemanya es va adonar que el català, menyspreat a l'Estat francès, s'ensenyava i s'estudiava a les universitats estrangeres. Després d'haver tornat a Perpinyà a la fi de 1972 va començar a ensenyar-hi alemany al liceu privat Bon Socors. Un xic més tard, va engegar-hi cursos de català, el nombre d'hores dels quals anà augmentant gràcies a la seva passió. Des del 1976 fa cursos també a la Universitat de Perpinyà: durant deu anys, d'alemany, i després, de català.
Daniela Grau està casada amb un filòleg hongarès, Károly Morvay, professor de la Universitat de Budapest i coautor dels diccionaris català-hongarès, hongarès-català. Molts pensen que en Carles va aprendre la llengua del país després del casament, però ho va fer a Budapest, a la seva universitat, on s'ensenya català des de fa més de trenta-cinc anys.
Des del 1992, el 23 de juny Daniela Grau duu al Principat la Flama del Canigó fent la ruta de Vic i Manlleu alternativament, però ja com a adolescent acompanyava els seus pares i els patriarques dels Focs de Sant Joan quan l'any 1966 Gilbert Grau i Josep Deloncle van fer arribar per primera vegada la Flama del Canigó al Coll d'Ares. L'any 1973 va acompanyar els seus pares al Priorat i pels 1980 van portar la Flama també al País Valencià. D'ençà d'uns anys es dedica a explicar en el marc de conferències què significa el símbol de la Flama i quina és la seua història.
Al costat de les activitats lligades als Focs de Sant Joan, Daniela Grau des de molt jove va participar activament en les lluites per la llengua i la nació catalanes a l'Estat francès: amb altres companys van fundar l'associació Arrels, que fins avui fa funcionar una ràdio i una escola catalanes. Com a portaveu del Partit per Catalunya a les eleccions regionals del 1998, va corredactar amb Mité Pull el programa polític, tot introduint-hi per primera vegada a la Catalunya del Nord el concepte de desenvolupament sostenible.
El 2004, amb Jaume Deloncle i Pere Mateu, tots tres membres de l'associació Flama dels Països Catalans van aviar la lluita en contra de la decisió del President del Consell Regional, Georges Frêche, de denominar el país Septimanie, que es clogué en una gran manifestació que motivà Frêche a suprimir l'apel·lació.
Feu part del col·lectiu «No a Vauban a la Unesco», per mor de denunciar la colonització francesa i la mitificació de Sébastien Le Prestre de Vauban, enginyer militar en cap, responsable de les fortificacions de Lluís XIV de França, l'aparell militar repressiu erigit en contra el poble català. El Consell General, en digne successor del Conseil Souverain instaurat per Lluís XIV, orquestrà la manipulació històrica amb l'ajut de persones i institucions, víctimes de la propaganda oficial o atretes per subvencions i honors segons la més pura tradició colonialista.
Grau és membre del secretariat nacional de l'Assemblea Nacional Catalana.

## Premis
El 2007 va rebre el Premi d'Actuació Cívica de la Fundació Lluís Carulla.